# تشارلز بوين (لاعب كريكت)
تشارلز بوين (بالإنجليزية: Charles Bowen, Baron Bowen)‏ (و. 1835 – 1894 م) هو لاعب كريكت، وقاضي، ومحام بالقضاء العالي، ومحامي بريطاني، ولد في غلوسترشير، كان عضوًا في الجمعية الملكية، توفي عن عمر يناهز 59 عاماً.

## مناصب
تولى منصب عضو مجلس اللوردات ‏
- عضو مجلس الشورى البريطاني  [لغات أخرى]‏

.

## التعليم
تعلم في كلية باليول بجامعة أوكسفورد، وتعلم في مدرسة رغبي ‏
.

## جوائز
حصل على جوائز منها:

زميل في الجمعية الملكية